# Rwanda op de Olympische Zomerspelen 1988
Rwanda nam deel aan de Olympische Zomerspelen 1988 in Seoul, Zuid-Korea. Het was de tweede olympische deelname van het Midden-Afrikaanse land.

## Deelnemers en resultaten

### Atletiek
| Olympiër                | Discipline   | Resultaat | Prestatie                 |
| ----------------------- | ------------ | --------- | ------------------------- |
| Eulucane Ndagijimana    | 800m (m)     | 52e       | serie 5: 6de in 1.52,08   |
| Eulucane Ndagijimana    | 1500m (m)    | 45e       | serie 4: 10de in 3.51,61  |
| Mathias Ntawulikura     | 5000m (m)    | 54e       | serie 3: 17de in 14.08,84 |
| Telesphore Dusabe       | marathon (m) | 78e       | 2:42.52                   |
|                         |              |           |                           |
| Daphrose Nyiramutuzo    | 1500m (v)    | 25e       | serie 1: 13de in 4.32,31  |
| Daphrose Nyiramutuzo    | 3000m (v)    | 30e       | serie 2: 15de in 9.47,98  |
| Marcianne Mukamurenzi   | marathon (v) | 38e       | 2:40.12                   |
| Apollinarie Nyinawabera | marathon (v) | 50e       | 2:49.18                   |

Afghanistan · Algerije · Amerikaanse Maagdeneilanden · Amerikaans-Samoa · Andorra · Angola · Antigua en Barbuda · Argentinië · Aruba · Australië · Bahama’s · Bahrein · Bangladesh · Barbados · België · Belize · Benin · Bermuda · Bhutan · Birma · Bolivia · Bondsrepubliek Duitsland · Botswana · Brazilië · Britse Maagdeneilanden · Brunei · Bulgarije · Burkina Faso · Canada · Centraal-Afrikaanse Republiek · Chili · China · Chinees Taipei · Colombia · Congo-Brazzaville · Cookeilanden · Costa Rica · Cyprus · Denemarken · Djibouti · Dominicaanse Republiek · Duitse Democratische Republiek · Ecuador · Egypte · El Salvador · Equatoriaal-Guinea · Fiji · Filipijnen · Finland · Frankrijk · Gabon · Gambia · Ghana · Grenada · Griekenland · Groot-Brittannië · Guam · Guatemala · Guinee · Guyana · Haïti · Honduras · Hongarije · Hongkong · Ierland · IJsland · India · Indonesië · Irak · Iran · Israël · Italië · Ivoorkust · Jamaica · Japan · Joegoslavië · Jordanië · Kaaimaneilanden · Kameroen · Kenia · Koeweit · Laos · Lesotho · Libanon · Liberia · Libië · Liechtenstein · Luxemburg · Malawi · Malediven · Maleisië · Mali · Malta · Marokko · Mauritanië · Mauritius · Mexico · Monaco · Mongolië · Mozambique · Nederland · Nederlandse Antillen · Nepal · Nieuw-Zeeland · Niger · Nigeria · Noord-Jemen · Noorwegen · Oeganda · Oman · Oostenrijk · Pakistan · Panama · Papoea-Nieuw-Guinea · Paraguay · Peru · Polen · Portugal · Puerto Rico · Qatar · Roemenië · Rwanda · Saint Vincent en de Grenadines · Salomonseilanden · Samoa · San Marino · Saoedi-Arabië · Senegal · Sierra Leone · Singapore · Soedan · Somalië · Sovjet-Unie · Spanje · Sri Lanka · Suriname · Swaziland · Syrië · Tanzania · Thailand · Togo · Tonga · Trinidad en Tobago · Tsjaad · Tsjecho-Slowakije · Tunesië · Turkije · Uruguay · Vanuatu · Venezuela · Verenigde Arabische Emiraten · Verenigde Staten · Vietnam · Zaïre · Zambia · Zimbabwe · Zuid-Jemen · Zuid-Korea · Zweden · Zwitserland